# Humphrey (katt)
Humphrey, född omkring 1988, död i mars 2006, var en katt som var anställd som Högste musfångare för regeringen på 10 Downing Street från oktober 1989 till 13 november 1997. Han anlände som en ett år gammal herrelös hankatt och tjänstgjorde under Margaret Thatchers, John Majors och Tony Blairs tid som premiärministrar, och gick i pension sex månader efter att Blairs flyttat in på Downing Street. Han var Wilberforces efterträdare. Humphrey refererades ofta till på skämt av pressen som en verklig anställd på Nummer 10.

## Karriär
Humphrey hittades som herrelös av en tjänsteman vid regeringskansliet och namngavs för att hedra Humphrey Appleby, den arketypiske tjänstemannen i TV-serien Javisst, herr minister och Javisst, herr premiärminister. Efter att den tidigare mufångaren Wilberforce dog 1988 var regeringskansliet och Nummer 10 i behov av en ersättare och så började Humphrey sitt arbete. Till en kostnad av cirka 100 pund per år (som betalades från regeringskansliets budget), varav det mesta gick till mat, sades Humphrey vara betydligt mer värd än kabinettets professionella skadedjursbekämpare, som tog 4 000 pund per år och rapporteras aldrig ha fångat en mus.
Humphrey poserar ofta vid den berömda ytterdörren till Nummer 10 och hans främsta uppgifter var att fånga möss och råttor i labyrinten av byggnader på Downing Street. Den dåliga kvaliteten på byggnaderna, av vilka några är från 1500-talet, och den närliggande St. James's Park säkerställer ett kontinuerligt problem med ohyra. Vid tiden för sin pensionering hade Humphrey stigit till positionen som Högste musfångare i regeringskansliet. I november 1993 cirkulerade en intern promemoria i regeringskansliet som informerade personalen om att Humphrey led av en mindre njursjukdom och hade satts på en speciell diet. Ett förbud mot att ge honom godsaker infördes.
Humphrey anklagades den 7 juni 1994 för att ha dödat fyra rödhakeungar som häckade i en fönsterlåda utanför dåvarande premiärminister John Majors kontor. Major frikände honom dock nästa dag och förklarade: "Jag är rädd att Humphrey har blivit falskt anklagad." Det var inte förrän i mars 2006 som han slutligen frikändes: journalisten George Jones från The Daily Telegraph erkände att hans artikel i tidningens dagbokskolumn inte hade varit något annat än "journalistisk licens" som tryckts utan några stödbevis. I september 1994 hittades Humphrey i St James's Park och anklagades för att ha "lemlästat" en and där tidigare under året.
I juni 1995 försvann Humphrey. Downing Street avslöjade inte detta faktum förrän det nämndes för Sheila Gunn, en journalist på The Times, efter att Gunn berättat för en anställd att hennes egen katt hade dött. Gunns berättelse nämndes på förstasidan. Publiciteten ledde till att han hittades i det närliggande Royal Army Medical College, där han hade tagits omhand som en förmodad herrelös och döpts om till PC, en förkortning för "patrol cat". Vid sin återkomst gjorde Humphrey ett uttalande via statsförvaltningen: "Jag har haft en underbar semester vid Royal Army Medical College, men det är trevligt att vara tillbaka och jag ser fram emot den nya parlamentssessionen."
Inom en vecka efter att Tony Blair flyttat till 10 Downing Street efter valet i maj 1997 rapporterades det i pressen om en spricka mellan Humphrey och Cherie Blair, den nye premiärministerns fru. Cherie Blair rapporterades antingen vara allergisk mot katter eller tro att de var ohygieniska. Sheila Gunn, som hade avancerat vidare till att bli John Majors pressrådgivare, erkände senare att hon var källan till dessa rapporter, som enligt hennes dödsruna var baserade "på en föraning som hon inte hade några bevis för".
Vid den tiden insisterade en talesperson på att Humphrey inte skulle flytta ut och uppgav att Nummer 10 "är Humphreys hem och vad Blairs anbelangar kommer det att förbli hans hem". Ett foto av Humphrey och Cherie Blair släpptes, men det gjorde inte mycket för att dämpa oron för att han skulle tvingas bort. Det påstods senare att Humphrey sövdes av pressekreteraren Alastair Campbell innan han genomgick fotosessionen. Fotot användes på omslaget till satirtidningen Private Eye, där Humphrey säger: "I am gonna hit the mouse running", en parafras på en New Labourism. I november 1997 skrev Humphreys huvudvårdare, Jonathan Rees, som arbetade på premiärministerns policyenhet, ett PM där han hävdade att katten borde dra sig tillbaka till en "stabil hemmiljö där han kan tas om hand på rätt sätt".

## Pensionering
Humphrey flyttade till sitt nya hem med ett äldre par i en förort till London den 13 november 1997, men hans pensionering tillkännagavs inte förrän nästa dag för att minska risken för kidnappningsförsök. De konservativa var snabba med att påpeka att Humphrey levde lyckligt på Nummer 10 i nästan åtta år under en konservativ regering, men flyttade ut inom sex månader efter att Labour tagit makten. Den konservative parlamentsledamoten och djurvännen Alan Clark var misstänksam mot det sätt på vilket Humphreys pensionering tillkännagavs och krävde bevis på att katten fortfarande var vid liv: "Humphrey är nu en försvunnen person. Om jag inte hör något från honom eller om han gör ett offentligt framträdande misstänker jag att han har blivit skjuten." Detta ledde till rykten om att Humphrey hade avlivats på order av Cherie Blair. Premiärministerns kansli insisterade på att veterinärråd låg bakom beslutet att avlägsna Humphrey från Downing Street, och den 24 november 1997 fördes en grupp journalister till en hemlig plats i södra London och visades att Humphrey fortfarande levde och mådde bra. Bilder på katten där den poserade med kopior av dagens tidningar publicerades och rapporter tydde på att han hade gått upp i vikt.
Det hördes inte mycket om Humphrey under de följande åren, vilket fick många att dra slutsatsen att han hade dött. The Daily Telegraph begärde i början av 2005 att få tillgång till dokument som rörde honom, vilket ledde till att mer information om hans tid på Downing Street kom fram. I mars 2005 beklagade sig The Telegraph i sin rapport om Humphrey: "Var Humphrey är nu – eller ens om han fortfarande är med oss – förblir ett mysterium. ' Jag har inte mycket tur", erkände en talesman för regeringskansliet i går kväll. Hans officielle vårdare har inte hört av honom på sju år." Men den 22 juli 2005 rapporterade The Independent att "den 17-årige musfångaren levde och mådde bra och bodde i södra London". Inga ytterligare detaljer gavs i texten, som var en del av ett större inslag om kändisars husdjur. I mars 2006 rapporterade en talesman för Tony Blair att Humphrey hade dött under den föregående veckan hemma hos den tjänsteman som hade tagit hand om honom.

## I populärkulturen
I augusti 2012 förekom Humphrey i BBC Radio 4:s dramaserie Political Animals, med fokus på Blair-åren. Humphrey medverkade också i den politiska TV-satiren Spitting Image, där han framställdes som en katt som skulle irritera John Major genom att kritisera regeringen. Detta ledde till en konfrontation mellan Humphrey och Major, vilket resulterade i att Major slog Humphrey medvetslös med en stekpanna.